# هیپوکامپ
هیپوکامپ (به انگلیسی: hippocampus) یا اَسبک مغز بخش مهمی از مغز انسان و بسیاری دیگری از مهره‌داران است. در مغز انسان، ساختار هیپوکامپ به‌همراه شکنج دندانه‌دار (Dentate Gyrus) و سابیکولوم (Subiculum)، اجزای مجموعهٔ موسوم به ساختار هیپوکمپ را تشکیل می‌دهند که در دستگاه لیمبیک قرار دارند. هیپوکامپ ساختمان عصبی خمیده‌ای است در مغز که در کف شاخ میانی بطن‌های طرفی مغز قرار دارد. هیپوکامپ نقش مهمی در تثبیت اطلاعات حافظه کوتاه‌مدت در حافظه بلندمدت دارد و همچنین در حافظه فضایی و قابلیت ناوبری محیطی مؤثر است. در انسان و سایر نخستی‌سانان، این ساختار در بخشی از مغز موسوم به آرکیکورتکس قرار دارد (یکی از سه ناحیهٔ آلوکورتکس) و در هر نیم‌کره مغز حضور دارد. هیپوکامپ در این جایگاه با نئوکورتکس ارتباط مستقیم عصبی و ارتباط غیرمستقیم بازخوردی دارد. از منظر تکاملی، هیپوکامپ در تمامی مهره‌داران به‌عنوان بخش میانی پالیم (Medial Pallium) وجود دارد.
در بیماری آلزایمر و سایر اشکال زوال عقل، هیپوکامپ یکی از نخستین بخش‌هایی است که آسیب می‌بیند؛ علائمی چون اختلال حافظه کوتاه‌مدت و موقعیت‌آگاهی از نشانه‌های اولیه‌اند. سایر آسیب‌ها شامل کمبود اکسیژن مغزی (هیپوکسی)، التهاب مغزی (انسفالیت) و صرع لوب گیجگاهی نیز می‌توانند هیپوکامپ را تحت‌تأثیر قرار دهند. در افراد مبتلا به آسیب شدید و دوطرفهٔ هیپوکامپ، اختلالی به نام فراموشی پیش‌گستر بروز می‌کند؛ به‌گونه‌ای که توانایی تشکیل یا نگه‌داری حافظهٔ جدید از بین می‌رود.
هیپوکامپ به‌دلیل سازماندهی لایه‌ای سلول‌های عصبی‌اش، اغلب به‌عنوان مدل پایه در تحقیقات فیزیولوژی عصبی مورد استفاده قرار می‌گیرد. یکی از انواع انعطاف‌پذیری عصبی به نام تقویت طولانی مدت ابتدا در هیپوکامپ کشف شد و بارها در همین ساختار مطالعه شده است. پژوهشگران باور دارند تقویت طولانی مدت یکی از مکانیسم‌های اصلی ذخیره‌سازی حافظه در مغز است.
در جوندگان به‌عنوان مدل‌های زیستی آزمایشگاهی، هیپوکامپ به‌عنوان بخشی کلیدی از سیستم مغزی مسئول حافظه فضایی و جهت‌یابی به‌صورت گسترده مورد مطالعه قرار گرفته است. بسیاری از نورون‌ها در هیپوکامپ موش قهوه‌ای و موش خانگی به‌عنوان سلول‌های مکانی شناخته می‌شوند؛ این سلول‌ها هنگام عبور حیوان از ناحیه‌ای خاص در محیط، با تولید پالس‌های الکتریکی فعال می‌شوند. سلول‌های مکانی هیپوکامپ با سلول‌های جهت سر (که مانند یک قطب‌نمای درونی عمل می‌کنند) و به‌احتمال زیاد با سلول‌های شبکه‌ای در قشر خیشومی مجاور، تعاملات گسترده‌ای دارند.
هیپوکامپ از بخش‌های دستگاه لیمبیک است که شکلی همانند اسب دریایی دارد و در اعماق لوب گیجگاهی جای گرفته است. هیپوکامپ از دو شاخ منحنی‌وار تشکیل شده است که به آمیگدال ختم می‌شوند. هیپوکامپ از بخش‌های مهم مغز پستانداران است. همچنین مرکز تبدیل حافظهٔ کوتاه مدت به بلند مدت است. حافظه افرادی که هیپوکامپ آنان آسیب دیده یا با جراحی برداشته شده دچار اختلال جدی می‌شود (در افراد مبتلا به صرع، برای درمان، هیپوکامپ را توسط عمل جراحی برداشته می‌شود).
هیپوکامپ مسئول حافظه نزدیک است و مغز قدامی را از آزموده‌های گذشته آگاه می‌کند. این مجموعه خاطرات گذشته را به شکل کوتاه‌مدت یا درازمدت حفظ می‌کند. این ناحیه از مغز جزء اولین نواحی مغز است که در بیماری آلزایمر آسیب می‌بیند.

پویانمایی سه‌بعدی مغز که در آن هیپوکامپ به رنگ قرمز مشخص شده